# チャールズ・ガーディナー (初代ブレッシントン伯爵)

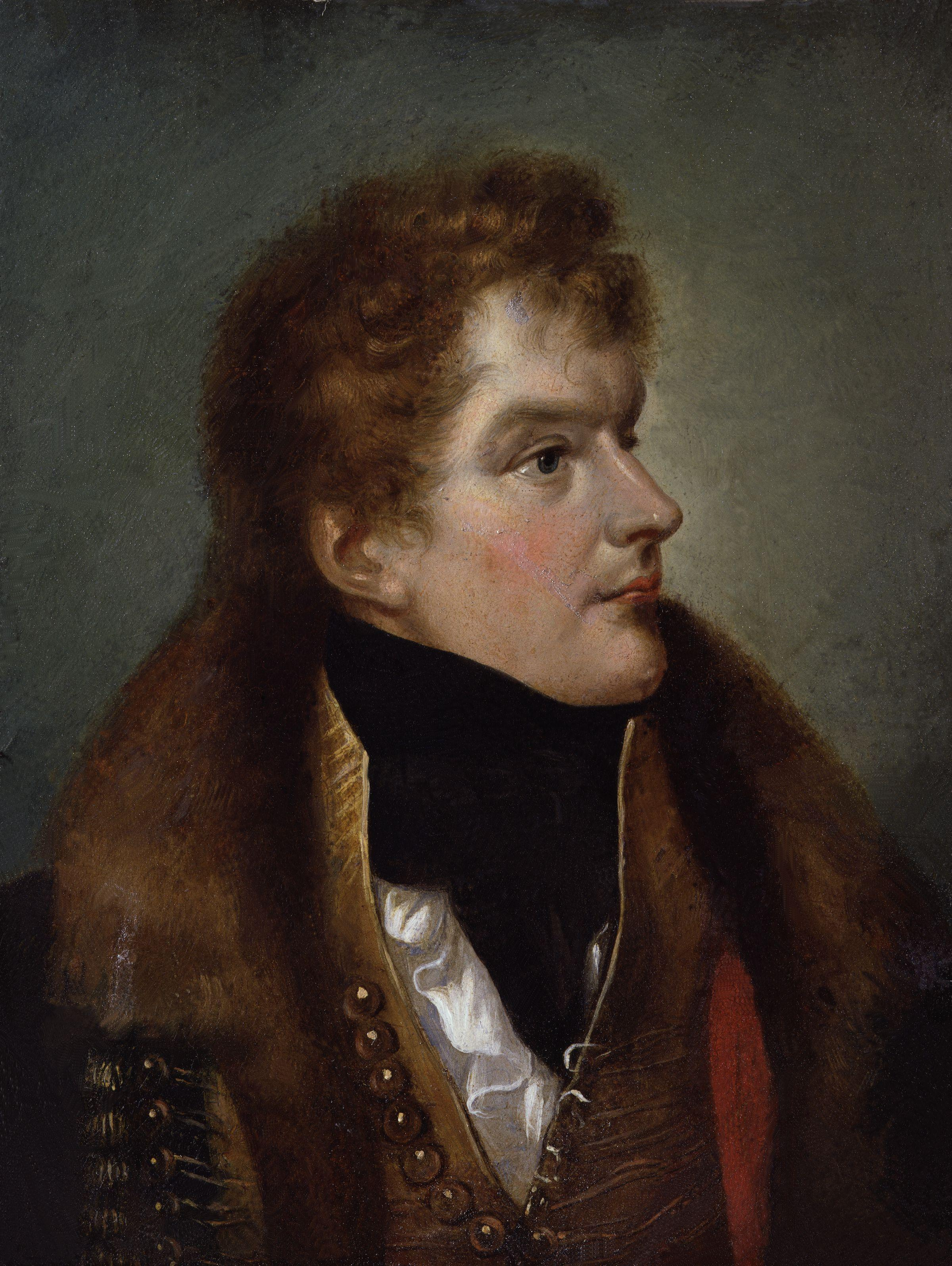
ジェームズ・ホームズによる肖像画、1812年頃の作品。

初代ブレッシントン伯爵チャールズ・ジョン・ガーディナー（英語: Charles Gardiner, 1st Earl of Blessington、1782年7月19日 – 1829年5月25日）は、アイルランド王国出身の政治家、貴族。ホイッグ党所属。

## 生涯
ルーク・ガーディナー（後の初代マウントジョイ子爵）とエリザベス・モンゴメリー（Elizabeth Montgomery、1783年11月7日没、初代準男爵サー・ウィリアム・モンゴメリーの娘）の息子として、1782年7月19日に生まれ、イートン・カレッジで教育を受けた。1798年6月5日に父が死去すると、マウントジョイ子爵位を継承した。
ティロン総督を務めたほか、1809年から1829年までホイッグ党の一員としてアイルランド貴族代表議員を務めた。
1816年1月12日、ブレッシントン伯爵に叙された。
1829年5月25日にパリで病死した。息子に先立たれたため後継者がおらず、爵位は全て廃絶した。

## 私生活
1812年7月11日にメアリー・キャンベル・マクドゥーガル（Mary Campbell McDougall、1786年 – 1814年9月19日、アレクサンダー・マクドゥーガルの娘）と結婚、1男1女をもうけた。
- ハリエット・アン・フランシス（Harriet Anne Frances、1812年8月5日 – 1869年12月17日） - 1827年12月1日、アルフレ・ドルセー（英語版）伯爵（1852年8月4日没）と結婚したが、数か月後に別居した[1]。1852年9月1日、チャールズ・スペンサー・クーパー（Charles Spencer Cowper、1816年6月9日 – 1879年5月30日、第5代クーパー伯爵ピーター・クレイヴァーリング＝クーパーの息子）と再婚、子供あり
- ルーク・ウェリントン（1813年9月11日 – 1823年3月26日） - マウントジョイ子爵の儀礼称号を使用

1818年2月16日にマーガレット・パワー（1789年9月1日 – 1849年6月4日、エドマンド・パワーの娘）と再婚した。
ブレッシントン伯爵夫婦は1823年にジェノヴァで詩人の第6代バイロン男爵ジョージ・バイロンと友人になり、バイロンは詩作の1つをブレッシントン伯爵夫人に献呈した。